# Scandale d'Abou Ghraib

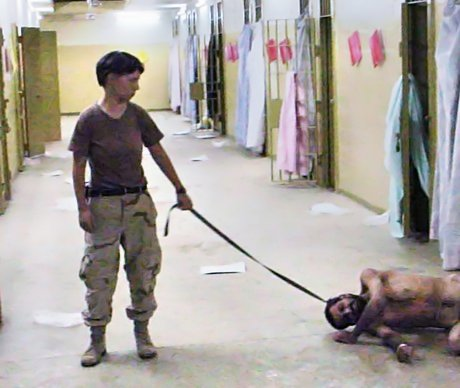
Lynndie England tenant un prisonnier en laisse, connu pour les gardes sous le nom de Gus, étendu sur le sol.

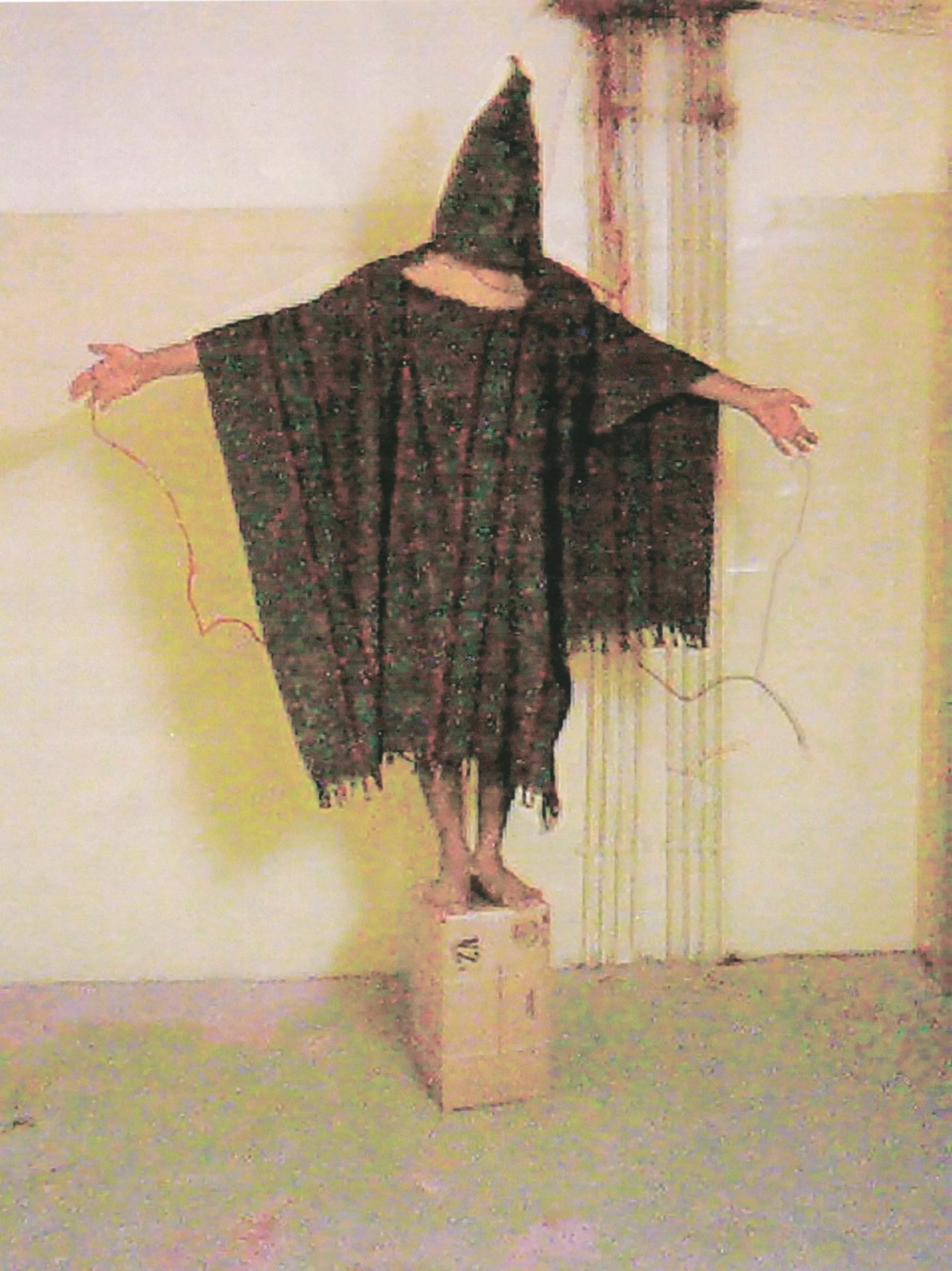
Sévices d'un prisonnier, immobile sur une boîte, des fils électriques accrochés à ses mains.

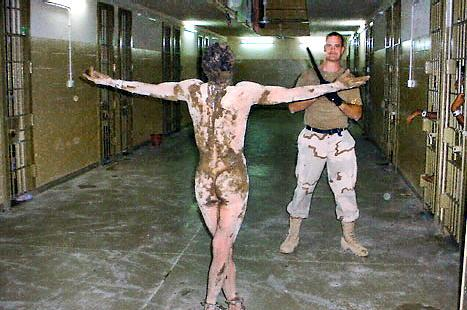
Sévices subis par un prisonnier irakien à Abou Ghraib.

Le scandale d'Abou Ghraib est une affaire durant laquelle des militaires de l'armée américaine et des agents de la CIA ont été accusés de violation des droits de l'homme à l'encontre de prisonniers, entre 2003 et 2004, lors de la guerre en Irak, dans la prison d'Abou Ghraib. Ces prisonniers étaient physiquement et sexuellement abusés, torturés,,, violés,, sodomisés.
Ce scandale est rendu public à l'été 2003, dans les premiers rapports d'Amnesty International faisant état de violations des droits de l'Homme à l'encontre de détenus dans les prisons irakiennes. Les premiers rapports de mauvais traitements émanent de l'ancienne prison d'Abou Ghraib, alors utilisée par les États-Unis comme centre de détention et d'interrogation pour les rebelles. Dans un article datant du 10 juin 2003, le Dr Abdel Salam Sidahmed, directeur du programme Moyen-Orient d'Amnesty International, rapporte les conditions des détenus dans la prison d'Abou Ghraib, administrée par l'armée américaine : « La célèbre prison d'Abou Ghraib, centre de torture et d'exécutions de masse au temps du règne de Saddam Hussein, reste une prison coupée du monde extérieur. Le 13 juin, des détentions à durée indéterminée sans jugement ont été rapportées. Les troupes américaines auraient exécuté un prisonnier et en auraient blessé sept autres. »
Presque un mois plus tard, le 23 juillet 2003, Amnesty International publie un nouvel article condamnant l'armée américaine et ses atteintes aux droits de l'homme : « d'anciens détenus rapportent à Amnesty International que les personnes détenues par les militaires de la coalition étaient enfermées dans des tentes sous une chaleur insoutenable sans eau. Ils étaient forcés à faire leurs besoins dans des tranchées et n'avaient aucun vêtement de rechange — même après deux mois de détention. […] Amnesty International est informé de mauvais traitements ou de torture par les militaires de la coalition. Leurs méthodes impliquaient des privations prolongées de sommeil, le maintien forcé dans des positions extrêmement douloureuses — accompagné de l'exposition à des musiques bruyantes et à une lumière vive. »

## Traitement des détenus
Dans un premier temps, les États-Unis ont adopté en Afghanistan et à Guantánamo Bay des mesures pour contourner les restrictions juridiques posées par les conventions de Genève sur le traitement et l'interrogatoire des détenus. Le gouvernement américain a laissé ces méthodes s'appliquer en Irak : le commandant du centre de Guantánamo, le général Geoffrey D. Miller, s'est rendu à Abou Ghraib et a instauré ces méthodes dans la prison irakienne. Elles comportent des traitements inhumains et dégradants, contraires aux traités internationaux : passage à tabac, positions stressantes, humiliantes et douloureuses, privation de sommeil, électrocutions, exposition au bruit et à la musique à un volume sonore insupportable, exposition à des chaleurs extrêmes, humiliations à caractère sexuel comme contraindre des hommes à porter des vêtements féminins, à se masturber ou à avoir des relations homosexuelles, nudité forcée, utilisation de cagoules et autres moyens de désorientation, utilisation de chiens pour effrayer les prisonniers (des photos montrent des détenus mordus et menacés d'être attaqués par des chiens), des privations sensorielles et un régime alimentaire limité à l'eau et au pain, ou l'utilisation de menottes causant des lésions aux poignets. Ces techniques constituent des actes de torture et des traitements inhumains et dégradants, ayant pour but de "ramollir" les détenus en vue des interrogatoires. Les membres de la police militaire ont donné comme consignes aux gardiens de la prison d'Abou Ghraib de maltraiter les détenus, ce qui explique l'arrogance avec laquelle posent sur les photos les soldats chargés de surveiller les personnes en détention.
Le Comité international de la Croix-Rouge (CICR) dans un rapport fait état de graves violations du droit international humanitaire dans les centres d'internement en Irak. Des actes de torture, d'humiliation et de mauvais traitements sont systématiquement utilisés contre des détenus suspectés de détenir des informations.
A la mi-octobre 2003, le CICR a rendu visite à des personnes privées de liberté qui étaient soumises à des interrogatoires de la part d'officiers de renseignement militaire dans l'unité 1A, la "section d'isolement" du centre correctionnel d'Abou Ghraib. La plupart avaient été arrêtées en octobre. Pendant la visite, les délégués du CICR ont été les témoins directs de toute une gamme de techniques utilisées pour assurer la coopération entre les personnes privées de liberté et les interrogateurs. En particulier de la pratique consistant à garder les personnes privées de liberté complètement nues dans des cellules vides et dans le noir total, apparemment pendant plusieurs jours. Lorsque ces délégués ont vu de tels cas, le CICR a suspendu ses visites tout en demandant des explications aux autorités. L'officier de renseignement militaire responsable des interrogatoires a expliqué que ces procédés faisaient "partie du processus".
Le détenu Manadel al-Jamadi décède dans la prison d'Abou Ghraib après un interrogatoire durant lequel il a été torturé par des agents de la CIA et en la présence d'un traducteur arabophone de la CIA travaillant sous contrat privé en novembre 2003. Il est physiquement agressé puis torturé par estrapade. Sa mort est considérée comme un homicide par l'armée américaine,, mais aucun des deux hommes n'a été poursuivi devant les tribunaux. Le traducteur, quant à lui, bénéficie d'immunité contre les poursuites pénales en échange de sa coopération dans le cadre de l'enquête.
Le major général Antonio Taguba (en), selon les photographies prises dans la prison, explique des cas évidents de viols. Un détenu d'Abou Ghraib explique aux enquêteurs avoir entendu les hurlements d'un enfant irakien se faire violer par un militaire tandis qu'une soldate photographiait la scène. Le violeur présumé est identifié comme un traducteur d'origine américano-égyptienne par un témoin. Il est désormais entre les mains de la justice américaine. Des photos publiées montrent aussi quelques détenues irakiennes, dont une jeune fille soulevant son t-shirt pour exposer ses seins dans la nuit du 28 octobre 2003. Difficile de dire si elle y est contrainte ou pas, mais dans tous les cas, cela constitue un abus et un cas d'exploitation sexuelle,. Une photo non publiée montre un soldat américain violant vraisemblablement une détenue. D'autres photos montrent des militaires agressant sexuellement des détenus lors d'interrogatoires, à l'aide d'objets comme un fil barbelé et un tube fluorescent. D'autres photos non publiées montrent des rapports sexuels entre gardes américains et détenues irakiennes, ainsi que des cas de viols de prisonniers avec des bâtons, et des pratiques sexuelles entre gardes américains, mais Barack Obama, soutenu par le général Taguba, refuse de divulguer ces photos : « ces images sont d'une atroce barbarie. ».
Dans une autre affaire, des soldats sont soupçonnés d'avoir violé des prisonnières. Dans encore une autre affaire, des officiels américains rapportent les cas présumés de viols à Abou Ghraib.
Au début de l'année 2016, de nouvelles photos sont rendues publiques grâce à la bataille juridique menée par l'American Civil Liberties Union (ACLU), montrant principalement des blessures de prisonniers en Irak et en Afghanistan causées par des actes de torture.

## Dossier d'incidents enregistrés dans le rapport Fay Jones
Le rapport Fay Jones répertorie les incidents enregistrés par les enquêtes militaires américaines et a fait la liste non exhaustive d’une quarantaine d’incidents graves, d’actes de torture, de violences, d’humiliations, allant parfois jusqu’au viol et au meurtre de détenus. Les actes de torture ont été commis par des gardiens, des policiers militaires, des agents de renseignement, et par des « Contractors », des sous-traitants travaillant pour des sociétés privées de mercenaires. L’un d’entre eux a violé un adolescent retenu.
Incident no 1 : le 20 septembre 2003, les soldats de la coalition ont été témoins de sévices (coups, cris et prisonnier battu) perpétrés par deux soldats du renseignement militaire sur un détenu prétendument impliqué dans l’attaque au mortier d’Abu Ghraïb. (Rapport Fay/Jones p. 71)
Incident no 2 : le 7 octobre 2003, une agression sexuelle a été commise sur une détenue, par trois soldats de la police militaire. (Rapport Fay/Jones p. 73)
Incident no 3 : le 25 octobre 2003, abus sexuels, agression et humiliation ont eu lieu à Abu Ghraib. Les détenus 27, 30 et 31 ont d’abord été intégralement dévêtus, menottés et forcés à simuler des rapports sexuels entre eux. Des photos de ces humiliations ont été prises par les bourreaux. (Rapport Fay/Jones p. 73)
Incident no 4 : un détenu a été victime de plusieurs abus par la police. Arrivé à la prison le 27 octobre 2003, il a été laissé nu en isolation pendant 9 jours. Il a été battu de manière régulière, parfois avec des objets (chaises), et étranglé jusqu'à l’évanouissement. (Rapport Fay/Jones p. 74)
Incident no 5 : un détenu, incarcéré en octobre 2003, a été terrorisé, brutalisé, mutilé et humilié de diverses manières : battu et frappé pendant les interrogatoires, laissé nu dans sa cellule pendant des périodes prolongées, tête recouverte et ligoté dans des positions pénibles et néfastes. Il a été sodomisé avec une matraque par une femme de la police militaire, on lui a uriné dessus, et des photos ont été prises au cours des sévices. Son oreille a été coupée à tel point que des points de suture ont été nécessaires. (Rapport Fay/Jones p. 75)
Incident no 6 : deux prisonniers ont déclaré qu’ils ont été, avec quatre autres anciens généraux irakiens et des membres des services de renseignement de l’ancien régime irakien, maltraités physiquement et gravement blessés. Un détenu a été lacéré sur 4 cm au menton, ce qui a également été retranscrit dans les registres de la police militaire. L’autre a été frappé, roué de coups de poing, battu et forcé à ramper nu. (Rapport Fay/Jones p. 75)
Incident no 7 : le 4 octobre 2003, un détenu a été amené à Abu Ghraïb par la CIA, et a été retrouvé mort après avoir été emmené à la salle des douches où avait eu lieu l’interrogation. « LTC » Jordan déclara que le détenu était dans le compartiment de douche, visage contre le sol, menotté dans le dos. Le corps a été secrètement transporté afin d’être autopsié. L’autopsie conclut que la mort du détenu était due à un caillot de sang dans la tête, probable résultat des blessures provoquées pendant qu’il résistait aux tentatives de maîtrise. (Rapport Fay/Jones p. 76)
Incident no 8 : un prisonnier irakien est resté nu dans sa cellule pendant six jours et a été immergé dans l’eau froide et dans de l’urine. Un balai était tenu contre son anus et quelqu’un lui crachait dessus pendant qu’il était battu avec le balai. (Rapport Fay/Jones p. 77)
Incident no 10 : un détenu a été forcé de se tenir debout sur une boîte, des fils attachés aux mains et au pénis. On lui a dit que s’il tombait il recevrait des décharges électriques. Six photos furent prises de cet incident et publiées dans la presse. (Rapport Fay/Jones p. 77)
Incident no 11 : sept détenus ont subi des sévices physiques les 7 novembre et 8 novembre 2003. Leurs tortionnaires leur ont placé un sac sur leur tête, les ont entassés et forcés à se masturber. Pendant cet événement, un des détenus a été cogné jusqu’à ce qu’il perde connaissance, un autre a été frappé si fort, à coups de poing sur les joues, qu’il avait des difficultés à respirer par la suite. (Rapport Fay/Jones p. 78)
Incident no 12 : un détenu a été blessé par balle de pistolet sur les fesses. (Rapport Fay/Jones p. 78)
Incident no 13 : un détenu non identifié a été forcé à se tenir plié en deux, en sous-vêtements, avec chaque pied posé sur une boîte différente. (Rapport Fay/Jones p. 78-79)
Incident no 14 : un prisonnier a été photographié couvert d’excréments, ligoté sur un matelas en mousse entre deux brancards, avec une banane enfoncée dans l'anus. À la suite de ces actes de sadisme et de barbarie, le détenu souffre de sévères problèmes mentaux et de troubles psychologiques. (Rapport Fay/Jones p. 79)
Incident no 15 : les 26 novembre et 27 novembre 2003, un policier irakien a été interrogé par un contractuel civil de la société de sécurité privée CACI, qui l’a empêché de respirer pendant plusieurs secondes et a utilisé une matraque pour pousser ou peut-être pour lui tordre les bras[pas clair], provoquant des souffrances. (Rapport Fay/Jones p. 79)
Incident no 16 : un contractuel a fait tomber un détenu d’un camion et l'a traîné jusqu’à la salle d’interrogatoire. (Rapport Fay/Jones p. 79)
Incident no 17 : le 30 novembre 2003, un détenu qui avait été amené en cellule d’isolement et qui avait été attaché, a été trouvé « couvert de sang » par les gardes plusieurs heures plus tard. (Rapport Fay/Jones p. 79)
Incident no 18 : le détenu 06 a été blessé par un coup de pistolet et conduit à l’hôpital, où il a été menacé de torture et de mort par des soldats. Il a affirmé qu’après être revenu de l’hôpital il avait été forcé à manger du porc, qu'on lui a introduit de l’alcool dans la bouche et placé des substances « très chaudes » dans le nez et sur le front, que les gardes ont frappé plusieurs fois ses jambes « cassées » avec un bâton en plastique, qu'il a été forcé à « insulter » sa religion, qu'on lui a uriné dessus, qu'il a été menotté à la porte de sa cellule pendant plusieurs heures, qu'il a été giflé à l’arrière de la tête et qu'on a « autorisé des chiens à essayer de le mordre ». Il a affirmé avoir souffert de privation de sommeil et de menaces de viol. (Rapport Fay/Jones p. 80)
Incident no 19 : un prisonnier a été trouvé dans sa cellule, saignant en raison d’un traitement médical, de vêtements et d’une literie inappropriés. (Rapport Fay/Jones p. 81)
Incident no 20 : à l'automne 2003, un détenu a été menotté à la porte de sa cellule et laissé là la moitié de la journée sans eau ni nourriture, forcé à se tenir en équilibre sur des boîtes tout en recevant des coups de poing dans les parties génitales. (Rapport Fay/Jones p. 81)
Incident no 21 : un détenu a été poussé contre un mur, provoquant une lésion de plus de 6 cm. Il a également vu un détenu blessé se faire battre. (Rapport Fay/Jones p. 81)
Incident no 22 : un détenu âgé d'entre 15 et 18 ans a été violé par un agent en civil. La scène a été photographiée par un soldat de sexe féminin. (Rapport Fay/Jones p. 82). Les photos relatives à ce viol n’ont pas été divulguées mais sont mentionnées dans diverses sources comme Seymour Hersh.
Incident no 23 : le 24 novembre 2003, un détenu a été frappé contre un mur et battu. Le détenu était couché sur le ventre, les mains menottées dans le dos, et avec un sac sur la tête. Un soldat se tenait à côté de lui avec le canon d’une arme braqué sur sa tête. Un autre soldat était agenouillé à côté du détenu et lui administrait des coups de poing dans le dos. (Rapport Fay/Jones p. 82)
Incident no 24 : décembre 2003 : une photo montre un détenu accroupi sur une chaise pendant l’interrogatoire. (Rapport Fay/Jones p. 83 et 84)
Incident no 25 : le 24 novembre 2003, deux jours après l’arrivée d’un groupe de chiens à Abu Ghraïb, officiellement là pour trouver des armes à feu et des explosifs, plusieurs détenus ont été menacés par des chiens extrêmement agités. (Rapport Fay/Jones p. 85). Beaucoup ont été mordus par des chiens.
Incident no 26 : des gardes de la police militaire ont effrayé deux jeunes détenus avec un chien. (Rapport Fay/Jones p. 85)
Incident no 27 : en décembre 2003, un prisonnier a été mordu par un chien à la cuisse. (Rapport Fay/Jones p. 86). Plusieurs photos de morsures de chiens ont été diffusées.
Incident no 28 : une photo célèbre, prise aux alentours du 18 décembre 2003, montre un détenu de nationalité syrienne, en tenue orange de prisonnier, agenouillé sur le sol, les mains liées dans le dos, face à un chien noir en laisse mais dépourvu de muselière. (Rapport Fay/Jones p. 86)
Incident no 29 : un rapport fait état de chiens présents lors des interrogatoires de son équipe le 14 décembre 2003, mais prétend que les chiens étaient muselés et tenus en laisse en permanence et ne s’approchaient qu’à une distance de 13 cm. (Rapport Fay/Jones p. 86)
Incident no 30 : un soldat américain rapporte que seuls les interrogatoires en présence de chiens, muselés ou non, ont chez les détenus, causé des gênes ou des peurs extrêmes. (Rapport Fay/Jones p. 87)
Incident no 31 : le rapport fait également état d’exemples d’interrogatoires où la présence de chiens n’a provoqué aucune réaction chez les personnes interrogées. (Rapport Fay/Jones p. 87)
Incident no 32 : deux soldats ont été témoins de la manière dont un détenu, nu, a reçu un prétendu traitement plus « doux », consistant à placer un chien en train d’aboyer sur son dos.
Incident no 33 : une forme courante d’humiliation sexuelle infligée à plusieurs détenus consistait à leur faire porter des sous-vêtements féminins, également sur la tête. Une forme plus sérieuse consistait à raser le pubis des détenus pour les « préparer ».
Incident no 34 : le premier incident de nudité forcée connu est intervenu le 16 septembre 2003, lorsqu’un détenu a été déshabillé par un interrogateur et laissé nu dans sa cellule jusqu’au lendemain.
Incident no 35 : le 19 septembre 2003, un détenu âgé de 17 ans a été interrogé toute la nuit, nu, avec seulement un sac sur les parties génitales. Pendant la séance il lui était ordonné de lever les mains, l’obligeant ainsi à découvrir ses parties génitales.
Incident no 36 : en octobre 2003, pendant un interrogatoire, un soldat a ordonné à un détenu de soulever sa tenue de prisonnier jusqu’à la taille, faisant comprendre au détenu qu’il serait déshabillé s’il ne coopérait pas. Bien que la scène ait été observée par un supérieur, celui-ci n’est pas intervenu. (Rapport Fay/Jones p. 90)
Incident no 37 : des photos prises en octobre 2003 montrent des prisonniers nus, cagoulés ou portant des sous-vêtements féminins sur la tête, et enchaînés, soit à la porte de leur cellule, soit à leur lit. (Rapport Fay/Jones p. 91)
Incident no 38 : 11 photos ont été prises et publiées le 28 octobre 2003. Elles montrent deux très jeunes filles détenues, arrêtées pour soupçons de prostitution. Les deux jeunes femmes prennent des poses, les photographes étant identifiés comme Sabrina Harman et Charles Graner. Sur l’une des photos, une détenue soulève son T-shirt et montre ses seins. Difficile de savoir s'il y a eu coercition ou pas, mais cela constitue une forme d’exploitation sexuelle ((Rapport Fay/Jones p. 91). On nous apprend aussi que les deux jeunes filles flirtaient avec deux policiers militaires.
Incident no 39 : le 16 novembre 2003, une détenue est déshabillée et mise en sous-vêtements pour « comportement non coopératif ». Les soldats chargés de l’interrogatoire ont mis fin à l’interrogatoire et ont forcé la prisonnière à marcher à travers le camp en sous-vêtements et avec une couverture. Les deux soldats chargés de l’interrogatoire ont simplement été rappelés à l’ordre par leur supérieur pour avoir risqué de déclencher des émeutes, et se sont vus retirer l’autorisation de pratiquer des interrogatoires. (Rapport Fay/Jones p. 91)
Incident no 40 : après qu’un détenu a été abattu, après avoir obtenu une arme avec l’aide de complice parmi les gardes irakiens et tiré sur des soldats américains, 11 policiers irakiens ont été placés en détention et des mesures sévères, interdites, ont été employées, comme l’utilisation de chiens et la nudité forcée. (Rapport Fay/Jones p. 91)
Incident no 41 : de la documentation prouve que les supérieurs et les responsables militaires étaient au courant des pratiques de torture, de l’utilisation de la nudité et des humiliations sexuelles comme technique d’interrogatoire, et des cellules d’isolement à Abu Ghraïb (Rapport Fay/Jones p. 93)
Incident no 42 : le 15 septembre 2003, l’isolement et des mesures de privations sensorielles ont été infligés à un détenu. (Rapport Fay/Jones p. 93)
Incident no 43 : en octobre 2003, un détenu a été menacé de la cellule d’isolement. Il s’est ensuite trouvé dans cette cellule, couché sur le sol, complètement nu et la tête couverte jusqu’à la lèvre supérieure. (Rapport Fay/Jones p. 94)
Incident no 44 : le 8 décembre 2003, les interrogateurs ont dit à un détenu qu’il était « prévu qu’il soit transféré en isolement et au trou. » A peu près au même moment, plusieurs événements ont eu lieu : « la police militaire utilisait les détenus comme mannequins d’entraînement. Ils frappaient les détenus pour s’entraîner. Ils leur administraient des coups dans le cou et les assommaient. Un détenu était tellement effrayé ; le policier militaire lui tenait la tête et lui dit que tout allait bien se passer, il l’a ensuite frappé. Le détenu demandait pitié et le policier militaire trouvait ça amusant. » (Rapport Fay/Jones p. 95)

## Témoignages
La soldate Lynndie England est aperçue sur plusieurs photos aux côtés de prisonniers irakiens dénudés subissant sévices et humiliations sexuelles. Dans une interview accordée à la chaîne américaine KCNC-TV (en) de Denver, elle affirme avoir agi sur instruction et contre sa volonté lors de séances de pose pour des photos destinées à exercer des pressions psychologiques sur les détenus. À la question de savoir qui avait donné ces ordres, elle se contente de répondre : « des personnes dans ma chaîne de commandement. » « J'ai reçu l'instruction de personnes gradées de “me mettre debout là, tenir cette laisse, regarder l'appareil photo”, et ils ont pris des photos pour les PsyOPs » (Opérations psychologiques), dit-elle. « Nous avions le sentiment de faire notre travail. Ce qui veut dire que l'on faisait ce qu'on nous demandait de faire et qu'ils obtenaient les résultats qu'ils souhaitaient. » Selon elle, ses supérieurs se montrèrent ravis des photos, disant « vous vous en sortez très bien, continuez ». Elle affirme : « Je ne voulais vraiment pas être sur quelque photo que ce soit », ajoutant qu'elle trouvait tout cela « plutôt bizarre ».
Le soldat Jeremy Sivits, qui prit des photos des sévices dans la prison d'Abou Ghraïb, sera le premier à comparaître en cour martiale à Bagdad. Il décrit les soldats rigolant et plaisantant alors qu'ils frappaient, déshabillaient et humiliaient sexuellement les détenus, selon ses déclarations rapportées par la presse américaine,. Aux enquêteurs militaires, il a décrit par exemple un prisonnier blessé par balles et menotté à un lit, en train de supplier en hurlant, alors que le caporal de la police militaire Charles A. Graner, qu'il décrit comme l'un des chefs des tortionnaires, le frappait avec un bâton. « Certaines choses qu'on leur faisait faire me faisaient rire. D'autres choses me dégoûtaient », a-t-il déclaré. (Les transcriptions des déclarations de Sivits ont été fournies au Washington Post par l'avocat d'un des autres soldats impliqués). Selon Sivits, Graner s'amusait beaucoup à ces sévices, et a une fois frappé un détenu si violemment à la tête que ce dernier s'est évanoui. Quant au sergent Ivan Frederick, il forçait les détenus à se masturber, et semblait prendre plaisir à les regarder se faire frapper, ajoute Sivits dans ses déclarations. Quant au sergent Javal Davis, il s'est jeté sur une pyramide de détenus, puis « a marché sur leurs doigts ou orteils », les faisant hurler de douleur,. Davis, dans un appel téléphonique à la chaîne ABC depuis le camp militaire de Bagdad où il est aux arrêts, a reconnu ces faits. Il affirme que s'il avait refusé de maltraiter les prisonniers, il « aurait alors désobéi à un ordre » venant des hommes du renseignement militaire (Military Intelligence). Sivits, qui coopère avec les enquêteurs et compte plaider coupable, risque des peines moins lourdes que ses collègues. Ses récits sont les plus détaillés parmi ceux des militaires mis en cause, et les avocats des autres soldats incriminés parlent de déclarations « fabriquées », et douteuses du seul fait qu'il a passé un accord avec les procureurs. Alors que les autres gardes affirment avoir agi sur ordre de leurs supérieurs ou des responsables du renseignement militaire, Sivits a affirmé que ces mauvais traitements n'étaient pas autorisés par la hiérarchie, qui n'était pas au courant.

## Couverture médiatique

### Premiers rapports d'Associated Press
Le 1er novembre 2003, The Associated Press publie un long article sur les traitements inhumains, tortures et exécutions qui se déroulent à Abou Ghraib et d'autres prisons américaines localisées en Irak. Cet article s'appuie sur des entretiens avec d'anciens détenus, racontant au journaliste Charles J. Hanley des cas d'intimidation par des chiens de garde et d'humiliation. L'article attire l'attention des médias.
Tandis que l'armée américaine admet des cas d'abus au début de 2004, une attention médiatique locale encore plus grande se fait sentir. Le 16 janvier 2004, l'United States Central Command informe les médias d'une enquête officielle concernant des cas d'agressions et d'humiliations envers des détenus irakiens par un groupe de soldats américains. Le 24 février 2004, 17 soldats sont suspendus de leurs fonctions. L'armée annonce le 21 mars 2004 le passage de six soldats devant les tribunaux,.

### 60 Minutes II

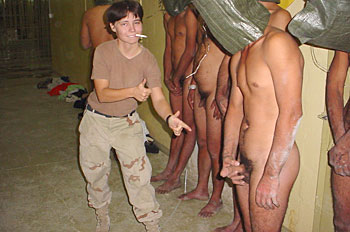
Lynndie England pointant du doigt un prisonnier dénudé forcé à se masturber devant ses geôliers.

Ce n'est qu'à partir de fin avril 2004 que le programme télévisé américain 60 Minutes II (en) commence son enquête sur ces abus, montrant de nombreuses photos de tortures prises au sein de la prison. La diffusion de cette enquête télévisée est retardée à la suite d'une demande effectuée par le général et chef d'état-major du département de la Défense, Richard Myers. Après avoir appris la publication imminente d'un article du New Yorker à ce sujet, CBS décide de diffuser son programme le 28 avril 2004.
Dans ce programme, Dan Rather interviewe le général Mark Kimmitt (en), dirigeant des opérations de la coalition en Irak : « La première chose que je dirais, c'est que nous sommes également consternés. Ce sont nos camarades. Ce sont des gens avec qui nous travaillons tous les jours, et qui nous représentent. Nous portons le même uniforme, et ils déshonorent leurs camarades […]. » Kimmitt explique également : « Je voudrais bien rester assis ici en disant qu'il ne s'agit que du seul cas d'abus de prisonniers dont nous nous soucions, mais nous savons qu'il y a eu beaucoup de cas similaires depuis que nous avons débarqué en Irak. »

### Articles duNew Yorker
Un article datant de mai 2004 rédigé par Seymour M. Hersh du New Yorker parle en détail de ces atrocités. Le New Yorker, sous la direction de l'éditeur David Remnick (en), poste un rapport de Hersh sur son site web, accompagné d'images de torture prises par les soldats dans la prison. L'article, intitulé Torture at Abu Ghraib, est suivi deux semaines plus tard par deux autres sur le même sujet, intitulés Chain of Command et The Gray Zone. Les sources gardées secrètes de Seymour Hersh mentionnent l'existence d'un programme d'interrogatoire du nom de « Copper Green », un mauvais usage officiel et systémique des méthodes de torture.

### Autres preuves de torture

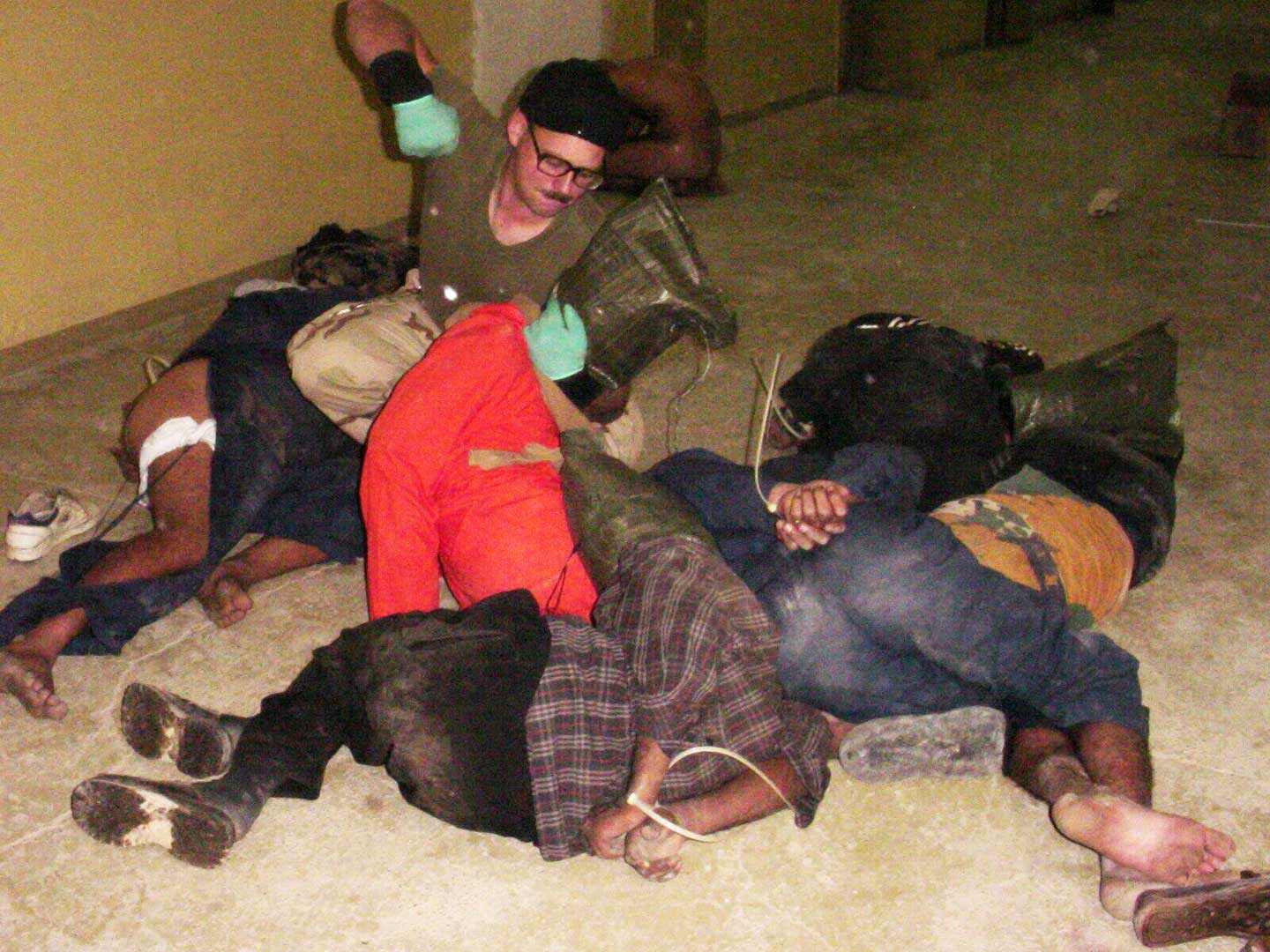
Le soldat américain Charles Graner frappant, ou faisant semblant de frapper, des prisonniers irakiens menottés

Selon Donald Rumsfeld, secrétaire de la Défense, de nombreuses autres vidéos et photos d'abus prises à Abou Ghraib existent. Des photos et vidéos ont été révélées à des avocats par le Pentagone lors d'un entretien privé le 12 mai 2004. Les avocats s'accordent à dire qu'elles sont pires que celles précédemment publiées par les médias. Le sénateur Ron Wyden donne son avis sur ces photos expliquant qu'elles sont « significativement pires que tout ce que je pouvais imaginer […] Prenez le pire des cas, et multipliez plusieurs fois la gravité de la situation. » La femme politique Ellen Tauscher donne sa version et explique que ces photos ne sont « dramatiquement pas différentes. » Un membre du département de la Défense explique que toutes ces photos impliquaient pornographie entre soldats américains, et ne montraient aucun abus envers des détenus.
Ameen Saeed Al-Sheik, le détenu immatriculé 151362, rapporte certains faits au Washington Post en mai 2004 : « Ils ont dit, 'on va vous donner l'envie de crever mais ça n'arrivera pas' […] Ils m'ont mis nu. L'un d'entre eux m'a dit qu'il me violera. Il a dessiné une femme sur mon dos et m'a mis dans une position indécente en me tenant le derrière. » « L'un d'entre eux m'a demandé 'Tu pries Allah ?'. J'ai répondu 'oui'. Il m'a répondu, 'va te faire [injure] et lui avec'. L'un d'entre eux m'a ensuite dit, 'tu repartiras pas d'ici indemne, mais en fauteuil roulant'. Puis il m'a demandé, 't'es marié ?' et j'ai répondu 'oui'. L'un d'eux a répondu, 'si ta femme te voyait comme ça, elle aurait honte, mais elle aurait pas le temps vu comment je la bourrinerais' [...] Il m'a ensuite demandé de remercier Jésus pour me laisser en vie [...] Je lui ai dit, 'je crois en Allah', puis il a répondu, 'moi, je crois en la torture et c'est ce que je vais te faire'. »
The New York Times rapporte, le 12 janvier 2005, d'autres témoignages sur les atrocités perpétrées à Abou Ghraib. Les soldats s'amusaient à :
- uriner sur les détenus ;
- sauter sur la jambe d'un détenu (sur une blessure déjà faite par balle) afin qu'elle ne puisse pas guérir correctement ;
- continuer à tâter la jambe avec un morceau de ferraille pliable ;
- saupoudrer de l'acide phosphorique sur les détenus ;
- sodomiser les détenus à l'aide d'un bâton ;
- accrocher une corde aux jambes ou au pénis des détenus et les traîner sur le sol[37].

Dans une vidéo, une garde affirme que les prisonniers étaient tués à la moindre incartade, et explique qu'ils sont même en possession de serpents venimeux afin de mordre et tuer les prisonniers. La garde explique qu'elle « aurait des problèmes » pour avoir jeté des pierres sur les détenus.
Hashem Muhsen, l'un des détenus de la prison, explique que les détenus étaient forcés à ramper sur le sol et à être attachés comme des mulets par les soldats américains. Après sa libération en janvier 2004, Muhsen s'oriente vers une carrière de policier irakien.
Le département de la Défense découvre la mort par torture d'un des détenus, Manadel al-Jamadi. Sa mort est considérée comme un homicide par l'armée américaine. Un détenu clame qu'il aurait été sodomisé. Le Taguba Report (en) trouve la thèse de la sodomie (« sodomiser un détenu avec un bâton lumineux, voire avec un manche à balai ») tout à fait crédible.

## Suite judiciaires et poursuites réelles ou symboliques
Un seul haut gradé a été condamné, le général Janis Karpinski, pour « manquements graves à ses devoirs ». Le reste des condamnations concerne surtout les soldats présents sur les photos (Graner condamné à 10 ans de prison, England à 3 ans, Harman à 6 mois etc.).
Les principaux responsables comme le général Geoffrey Miller n’ont pas été poursuivis.
Jameelah Abbas Hameedi, une ancienne détenue de la prison d’Abou Ghraib, a, avec un ancien détenu de Guantánamo, poursuivi George W. Bush, Dick Cheney, Donald Rumsfeld et leurs conseillers juridiques Alberto Gonzales, David Addington (en), William Haynes (en), Jay Bybee (en) et John Yoo, qui ont été jugés par contumace en américains pour crimes contre l’humanité, et condamnés symboliquement dans un tribunal de Kuala Lumpur, Jameelah Abbas Hameedi portait le numéro 157574. Avant d’être amenée à la prison d’Abou Ghraib, les forces américaines l’ont rudement battue et gravement blessée à la jambe. Elle a été battue avec un bâton en plastique, dont un morceau lui est entré dans la jambe. Elle a été mise en sous-vêtements et battue avec son neveu, nu quant à lui, pendant des heures, puis elle a du rester debout pendant des heures sous peine d’être de nouveau battue. Sa fille a également été arrêtée avec elle, et les américains menacèrent de la violer et de la tuer si Madame Abbas Hameedi ne coopérait pas. La détenue a dû subir une opération de la jambe, à vif, sans anesthésie, pour retirer les éclats de plastique. Jameelah a aussi été utilisée comme bouclier humain par les troupes américaines[réf. nécessaire].
Lors de son arrivée à Abou Ghraib, elle a pu voir un médecin, qui lui a prescrit des médicaments, mais les interrogateurs américains lui ont interdit tout traitement. Elle a été enfermée dans une petite cellule de deux mètres par deux mètres, exposée au froid. De sa cellule, elle a pu voir et entendre des détenus se faire torturer à l’eau froide et menacer par des chiens. On ne lui a jamais donné de vêtements propres. Elle est libérée le 22 juin 2004, et garde de graves séquelles à la jambe à la suite des coups et de l'interdiction de traitements médicaux[réf. nécessaire].

## Réactions
En 2007, Jean-Claude Pirotte publie une œuvre, intitulée Absent de Bagdad, qui met en scène le scandale d'Abou Ghraib. Ce roman constitue aussi un questionnement sur la démocratie en Occident.
Le célèbre avocat Jacques Vergès à également écrit un livre sur le sujet, intitulé "La démocratie à visage obscène, le vrai catéchisme de George W. Bush" publié par les éditions de la Table ronde.